# Galago (serietidning)

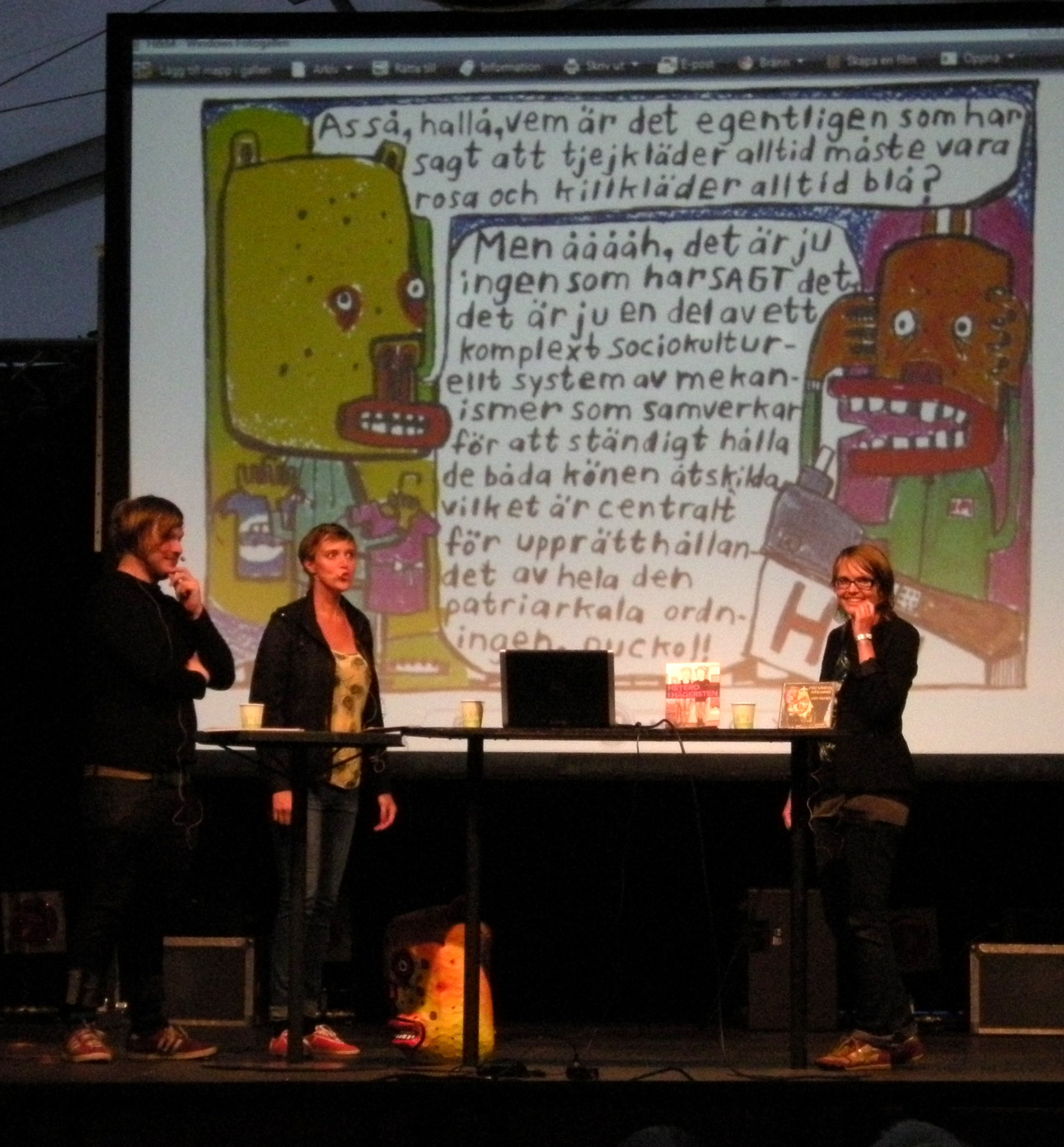
Johannes Klenell, Sofia Olsson och Sara Granér på Peace & Love i Borlänge 2010

Galago är en svensk serietidning och kulturtidskrift som startades 1979. Den är sedan starten ett forum för nya/alternativa svenska serieskapare och konstnärer och kommer i regel ut som kvartalstidning. Nuvarande ägare är Ordfront förlag.

## Historik

### Grundandet
Inspirerade av amerikanska serietidningar, främst Robert Crumbs Zap Comix som de hittade i bokhandeln Hörnan vid Stureplan, startade Rolf Classon, Olle Berg och Kerold Klang 1979 tidningen Galago.
Grundplåten till tidningen, 8 000 kronor (i vissa utsagor 16 000 kr), var pengar som de dragit in genom att sälja öl, mackor och anordna poesiuppläsningar med konst- och musikföreningen Palmätarna. Olle Berg hade kort dessförinnan börjat på Konstfack, och därigenom fick gruppen tillgång till nödvändig utrustning som vaxmaskiner och reprokameror. Ursprungligen hade tidningen arbetsnamnet KRAX, men i samma veva som första numret skulle gå i tryck började humorserien J.P. Krax av Jeff MacNelly publiceras i Aftonbladet och ett snabbt namnbyte var nödvändigt. Vid en genombläddring av "Djurens liv" av Brehm, innehållande xylografier av konstiga djur, fastnade man för halvapan Galago senegalensis.
Hösten 1979 utkom det första numret av Galago efter ett års planering. Det trycktes i 3 000 exemplar och distribuerades direkt på gatan, bland annat från Tehuset i Kungsträdgården. Succén lät vänta på sig. Första numret kostade 37 000 kr att färdigställa vilket ledde till skulder i sju år framöver. Grundplåten tog slut och det verkade inte kunna bli några mer nummer. Tack vare en positiv recension i Dagens Nyheter och stöd från Konstfackselelever, och till slut även Statens kulturråd, kunde tidningen dock fortsätta.

### Från Galago till Tago
Galago gavs från början ut av Föreningen Galago, sedermera Tago Förlag. Tago förlag gav förutom Galago ut en mängd album under 1980-talet. Det var en albumutgivning som i början hade vind i seglen men som i slutet av 1980-talet började tära alltmer på förlagets resurser.
Vissa nummer av Galago sålde upp till 20 000 exemplar, men den normala upplagan låg runt 8 000–10 000. I början av 1990-talet hade förlaget skulder på drygt en miljon. Rolf Classon och Joakim Pirinen hade tagit privata banklån för att utgivningen skulle kunna fortsätta, men det blev i längden ohållbart. Ekonomin var körd i botten och för att rädda verksamheten sökte man ett större förlag som kunde tillföra pengar och resurser.

### Från Atlantic till Ordfront
Först var det meningen att Norstedts skulle ta över förlaget, men det blev till slut Atlantic Förlag. Där fortsatte verksamheten under ett par år med samma kraft som tidigare, men då Atlantic sade nej till att ge Charlie Christensen månadslön för att göra om "Röde Orm" till tecknad serie sökte man åter ett nytt förlag att driva verksamheten vidare under. Denna gång blev det Ordfront som 1998 tog över Galago. Namnet Tago förlag försvann i samband med detta. Efter några år med Ordfront lämnade Rolf Classon 2004 Galago för att satsa på sitt förlag Kartago som han startat 1999 vid sidan av sin roll som frilansande redaktör hos Ordfront.
Redaktörskapet för Galago hamnade istället hos Mats Jonsson, som gjort tidningen tillsammans med Classon under Atlantic-åren. Kort därefter fick tidningen ett nytt pocketformat. Efter några år i detta format övergick Galago hösten 2006 till att bli en serieantologi i bokform, med tre tvåhundrasidiga böcker per år med serier från hela världen. Med start 2007 och Galago vol. 91 delades redaktörskapet av Mats Jonsson och Johannes Klenell (tidigare vikarierande redaktör) som gjorde vartannat nummer var.
I början av 2009 återgick Galago till tidskriftsutgivning i magasinsformat och försäljning i Pressbyrån.

### Format och siffror
Galago har under de senare åren genomgått ett antal förändringar i form. Från att under flera år haft traditionell serietidningsform valde man 2004 att börja ge ut tidningen som storpocket (A5-format), med tydligare satsning på noveller och intervjuer utöver serierna. År 2006 förvandlades tidningen till en antologi med kvartalsutgivning. Idag ingår även utländska serier i mixen. Första numret 2009 bytte man åter till magasinsformat. Under 2008 utkom ett nummer på engelska, betitlat Galago INT.
I januari 2018 tog Sofia Olsson över huvudansvaret för Galagos bok- och tidningsutgivning och journalisten Rojin Pertow värvades till chefredaktör.
Tidningen har ISSN-nummer 0348-7881.

## Utgåvor på andra språk

### ItalienskaGalago
I juni 2007 kom en italienskspråkig utgåva av Galago ut, vilket även var antologin Ponti nr 1, specialproducerad för seriefestivalen CRACK! i Rom. Tidningen blev på 32 sidor och innehöll bidrag av bland andra Joakim Pirinen, Liv Strömquist, David Liljemark, Loka Kanarp, Henrik Bromander, Knut Larsson och Simon Gärdenfors. Omslaget gjordes av Marcus Nyblom.
Ponti fick uppföljare de följande åren, dock inte som specialnummer av Galago men innehållande serier av både svenska och andra serieskapare. Bland bidragsgivarna fanns Gunnar Lundkvist, Marcus Nyblom, Loka Kanarp, Sara Granér, Liv Strömquist, Marco Corona, MP5 och Valerio Bindi.

### From the Shadow of the Northern Lights
From the Shadow of the Northern Lights (tidigare arbetsnamn Galago INT) är namnet på en engelskspråkig albumversion av Galago, lanserad våren 2008. Top Shelf Productions distribuerar From the Shadow of the Northern Lights i USA.
En From the Shadow of the Northern Lights 2 kom ut under våren 2010, denna gång utgiven i samarbete med Top Shelf, som en del av deras Swedish Invasion-projekt.

## Sidoverksamheter

### Galagos Fula Hund
För att fira Galagos 10-årsjubileum började man 1989 att dela ut seriepriset Galagos Fula Hund.

### Galagopartiet De Glada
Galagopartiet De Glada var ett skämtparti som bildades av Galago i slutet av 80-talet.

## Publicerade serieskapare i urval
Serieskapare som publicerats i Galago inkluderar bland andra:
| - Jessica Abel - Lena Ackebo - Daniel Ahlgren - John Andersson - Max Andersson - David B. (David Beauchard) - Peter Bagge - Edmond Baudoin - Olle Berg - Martina Bigert - Henrik Bromander - Andrea Bruno - Charles Burns - Charlie Christensen - Daniel Clowes - Julie Doucet - Debbie Drechsler - Dennis P. Eichhorn | - Anna Stina Erlandsson - Ulf Frödin - Gipi (Gianni Pacinotti) - Åsa Grennvall - Simon Gärdenfors - Monica Hellström - Nina Hemmingsson - Anna Höglund - Mats Jonsson - Tom Karlsson - Kerold Klang - Martin Kellerman - Megan Kelso - Knut Larsson - David Liljemark - Joakim Lindengren - Gunnar Lundkvist - Pontus Lundkvist - Ulf Lundkvist | - Sandro Müntzing - Kiriko Nananan - David Nessle - Christopher Nielsen - Marcus Nyblom - Sara Olausson - Joakim Pirinen - Lars Sjunnesson - Jan Stenmark - Liv Strömquist - Tiitu Takalo - Jacques Tardi - Adrian Tomine - Johannes Torstensson - Amanda Vähämäki - Jim Woodring - Aleksandar Zograf - Anders Végh Blidlöv - Nanna Johansson - Tommy Sundvall |  |

## Utgivning
| Utgivningsår | Antal nummer | Numrering           | Noteringar |
| ------------ | ------------ | ------------------- | --- |
| 1979         | 1 nr         | nr 1                | Utgivare Galago, Lidingö. Magasinsformat (A4) etableras. |
| 1980         | 1 nr         | dubbelnummer 2/3    | |
| 1982         | 2 nr         | nr 4–5              | |
| 1983         | 1 nr         | nr 6                | |
| 1984         | 1 nr         | nr 7                | Utgivare Föreningen Galago. |
| 1985         | 2 nr         | dubbelnr 8/9 och 10 | Tago förlag blev officiell utgivare. |
| 1986         | 2 nr         | nr 11–12            | |
| 1987         | 4 nr         | nr 13–16            | |
| 1988         | 4 nr         | nr 17–20            | Galagopartiet De Glada bildades. Nr 18 har ett inhäftat 8-sidigt partiprogram. Galago jubileumsalmanacka 1979–1989 gavs ut samma år. |
| 1989         | 4 nr         | nr 21–24            | Tioårsjubileum. Galagos Fula Hund börjar delas ut. |
| 1990         | 4 nr         | nr 25–28            | |
| 1991         | 4 nr         | nr 29–32            | Gal & go, 8-sidig inhäftad bilaga i nr 30 |
| 1992         | 4 nr         | nr 33–36            | |
| 1993         | 3 nr         | nr 37–39            | |
| 1994         | 3 nr         | nr 40–42            | |
| 1995         | 1 nr         | nr 43               | |
| 1996         | 2 nr         | nr 44–45            | Atlantic Förlags AB tar över utgivningen fr.o.m. nr 44. Övergång från magasinsformat till vanligt serietidningsformat (B5). |
| 1997         | 6 nr         | nr 46–51            | |
| 1998         | 4 nr         | nr 52–55            | Ordfront tar över utgivningen fr.o.m. nr 52. Nr 53 är en återgång till magasinsformat (A4). |
| 1999         | 4 nr         | nr 56–59            | Tjugoårsjubileum. |
| 2000         | 4 nr         | nr 60–63            | |
| 2001         | 4 nr         | nr 64–67            | |
| 2002         | 4 nr         | nr 68–71            | |
| 2003         | 4 nr         | nr 72–75            | |
| 2004         | 4 nr         | nr 76–79            | Nr 76 innebär en övergång från magasinformat till pockettidning – mindre format (A5) men större antal sidor. Pamfletten Birds and the Bees av Jack Chick medföljer som bilaga i nr 78.                                                                    |
| 2005         | 5 nr         | nr 80–84            | |
| 2006         | 4 nr         | nr 85–88            | Nr 88 är första numret av Galago som bokantologi. Galagos bokklubb läggs ned. |
| 2007         | 3 nr         | nr 89–91            | Förutom de ordinarie numren ges också en italienskspråkig specialutgåva ut. |
| 2008         | 3 nr         | nr 92–94            | Ett satiruppslag i Galagos regi, betitlat "GalagOM", börjar publiceras i Ordfront Magasin Den engelskspråkiga versionen From the Shadow of the Northern Lights lanseras i april. Ytterligare en italienskspråkig specialutgåva ges ut under titeln Ponti. |
| 2009         | 3 nr         | nr 95–97            | 30-årsjubileum. Galago blev återigen en tidskrift i magasinsformat. |
| 2010         | 4 nr         | nr 98–101           | 100-nummersjubileum, firas i Göteborg den 23 september. Nr 101 innehåller serier, bilder och texter av endast kvinnor och transpersoner. |
| 2011         | 4 nr         | nr 102–105          | |
| 2012         | 4 nr         | nr 106–109          | |
| 2013         | 4 nr         | nr 110–113          | |
| 2014         | 4 nr         | nr 114–117          | |
| 2015         | 4 nr         | nr 118–121          | |
| 2016         | 4 nr         | nr 122–125          | |
| 2017         | 4 nr         | nr 126–129          | |
| 2018         | 4 nr         | nr 130–133          | |
| 2019         | 4 nr         | nr 134–137          | |
| 2020         | 6 nr         | nr 138–143          | |
| 2021         | 6 nr         | nr 144–149          | |
| 2022         | 6 nr         | nr 150–155          | |
| 2023         | 6 nr         | nr 156–161          | Nr 161 utgörs av en stafettserie av åtta olika serietecknare. |

Not. 1979–83 löpnumrerades tidningen från nr 1 till nr 6. Sedan var löpnumreringen parallell med årsnumreringen.